# کتیبه ایسیک
کتیبه ایسیک (به انگلیسی: Issyk inscription) متنی است هنوز رمزگشایی نشده، احتمالاً به خط کوشانی، که در سال 1969 بر روی یک کاسه نقره ای در ایسیک کورگان در قزاقستان یافت شد که مربوط به قرن چهارم قبل از میلاد است. بافت هدایای تدفین نشان می دهد که ممکن است متعلق به قبایل سکا باشد.
| خط | نویسه‌گردانی                                                       | ترجمه                                                                       |
| -- | ----------------------------------------------------------------- | --------------------------------------------------------------------------- |
| 1  | za(ṃ)-ri ko-la(ṃ) mi(ṃ)-vaṃ vaṃ-va pa-zaṃ pa-na de-ka mi(ṃ)-ri-to | رگ باید شراب انگور را به اضافه غذای پخته نگاه دارد، بسیار زیاد، تا سرحد مرگ |
| 2  | ña-ka mi pa-zaṃ vaṃ-va va-za(ṃ)-na vaṃ.                           | سپس به غذای پخته‌شده، کره تازه پخته شده روی                                  |

## منبع
- مشارکت‌کنندگان ویکی‌پدیا. «Issyk inscription». در دانشنامهٔ ویکی‌پدیای انگلیسی، بازبینی‌شده در ۲۰۲۴-۰۹-۰۴.